# Otto Koenig (etólogo)

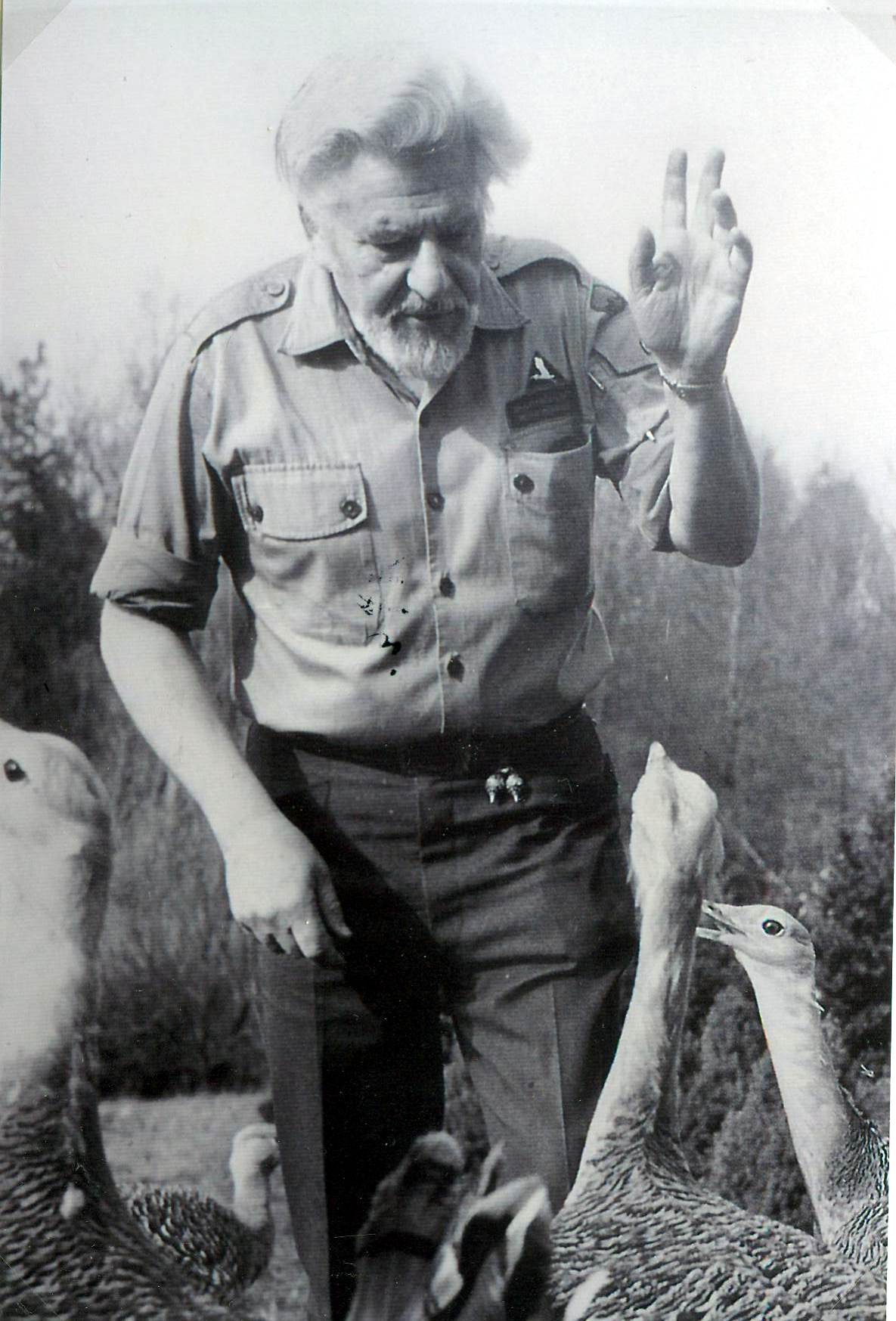
Otto Koenig (1987)

Otto Martin Lothar Koenig (23 de octubre de 1914 en Viena - 5 de diciembre  de 1992, Klosterneuburg) fue un etólogo austríaco y  divulgador cultural. Alumno de Konrad Lorenz fundó en 1945, junto a su esposa Lilli Koenig, la Estación Biológica de Wilhelminenberg en Viena. Recibió numerosos premios y fue en 1962 nombrado catedrático.
Otto Koenig, según el mismo, tuvo «la gran suerte» de conocer personalmente, a «los más importantes etólogos  de su tiempo».  Esta fue la «mejor educación que se puede imaginar», porque «el investigador» no solo se hace «en las aulas de la universidad, sino también fuera, en el trabajo de campo y en las conversaciones con los expertos».
Entre sus profesores, destaca, en primer lugar,  Konrad Lorenz, seguidos del ornitólogo Oskar Heinroth y los zoólogos Otto Koehler, Erwin Stresemann, Gustav Kramer y Karl von Frisch. Después de la construcción de la Estación Biológica, Otto Koenig tuvo un fuerte protagonismo a través de publicaciones y películas y desde 1956 por la presencia continua en la televisión que le permitió tomar contacto con un gran número de jóvenes científicos de diferentes disciplinas.

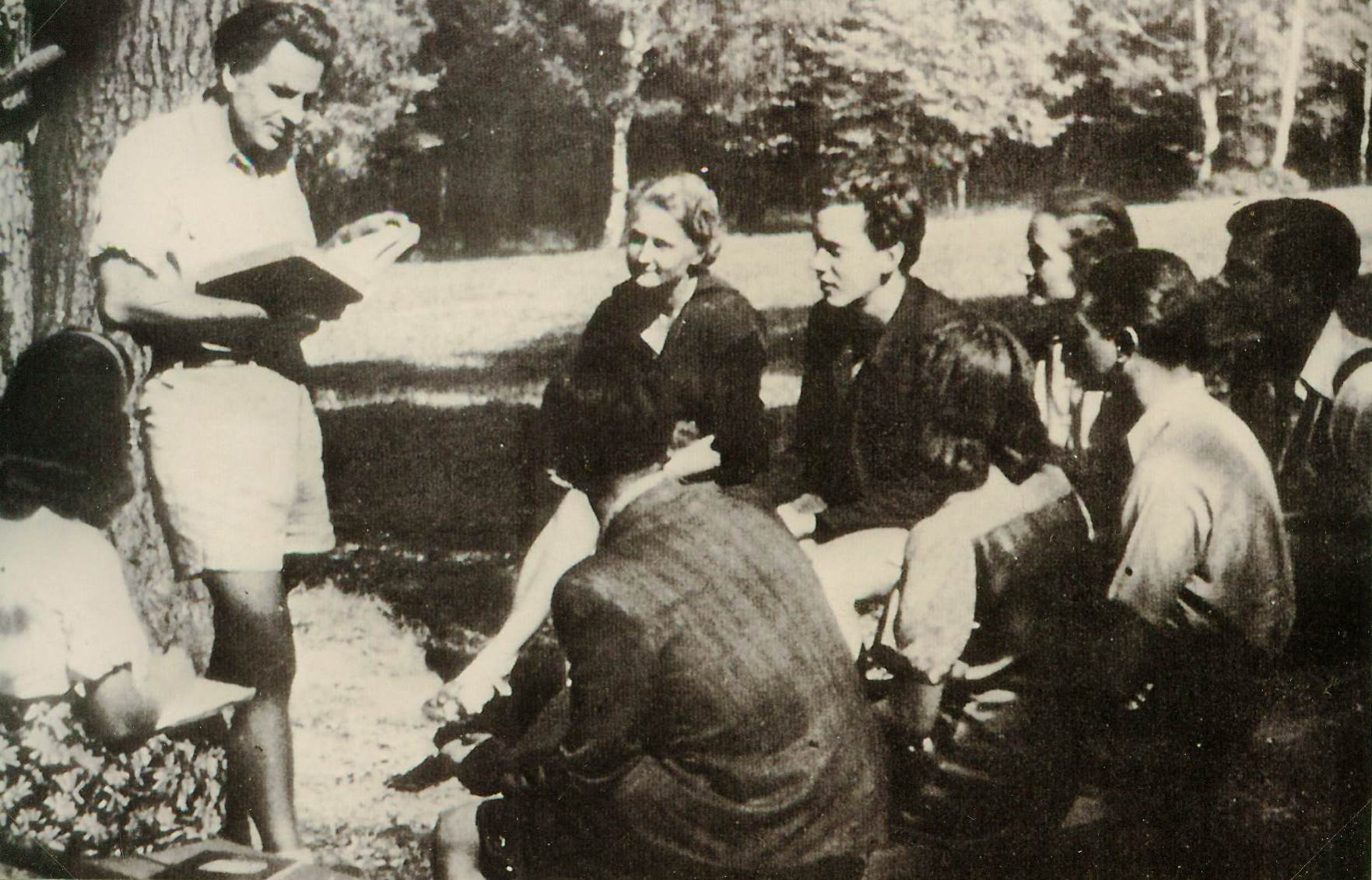
Otto Koenig y colaboradores en 1948, en la Freilichtschule

Sus primeros alumnos en la Estación Biológica de Wilhelminenberg fueron Ireneo Eibl-Eibesfeldt, Wolfgang Schleidt, Heinz Prechtl, Ilse Prechtl-Gilles y Eberhard Trumler.

## Obra

### Libros
- 1939 Wunderland der wilden Vögel. 99 p. davon 54 Seiten bebildert. Gottschammel und Hammer. Viena.
- 1946 Briefe aus dem Süden. 133 p. 82 Bildtafeln, viele Zeichnungen. Scholle Verlag, Viena.
- 1949 Weg ins Schilf, Erlebnisse mit Tieren. 181 p. 48 Bildtafeln. Ullstein Verlag, Viena.
- 1952 Auf sonnigen Straßen. Erlebnisse mit Tieren und Menschen in Italien. 206 p. 16 Bildtafeln, viele Zeichnungen. Büchergilde Gutenberg, Viena.
- 1961 Das Buch vom Neusiedler See. 284 p. 96 Bildtafeln. Wollzeilen Verlag, Viena.
- 1962 Kif-Kif. Menschliches und Tierisches zwischen Sahara und Wilhelminenberg. 239 p. 40 Bildtafeln. Wollzeilen Verlag, Viena.
- 1964 Führer rund um den Neusiedler See. 135 p. 12 Bildtafeln. Verlag Jugend & Volk, Viena y Múnich.
- 1965Rendezvous mit Tieren. 263 p. 32 Bildtafeln, viele Zeichnungen. Wollzeilen Verlag, Viena.
- 1970 Kultur und Verhaltensforschung. Einführung in die Kulturethologie. Mit einem Vorwort von Konrad Lorenz. 290 p. 58 Bildtafeln. dtv, München.
- 1971 Das Paradies vor unserer Tür. Ein Forscher sieht Tiere und Menschen. 447 p. 48 Bildtafeln, viele Zeichnungen. Molden, Viena. 
  - Schwedisch: Paradiset utanför dörren. Morstedt, Stockholm 1972.
  - Französisch: Un paradis a notre porte. Flammarion, París 1973
- 1974 Rendezvous mit Tier und Mensch. 207 p. 64 Farbtafeln, viele Schwarzweißbilder und Zeichnungen. Molden, Viena.
- 1975 Urmotiv Auge. Neuentdeckte Grundzüge menschlichen Verhaltens. 556 p. 766 Partes farbige Bilder, 162 Zeichnungen. Piper, Múnich y Zúrich.
- 1981 Tier und Mensch. Tiere halten, pflegen, kennenlernen. Mit Beiträgen von Mitarbeitern. 616 p. Verlag Jugend & Volk. Viena y Múnich.
- 1981 Wissenschaft und Volksbildung, Möglichkeiten und Methoden der Popularisierung. 156 p. Reihe „Pädagogik der Gegenwart“, 502. Verlag Jugend & Volk, Viena y Múnich.
- 1983 Verhaltensforschung in Österreich – Konrad Lorenz 80 Jahre. Mit Beiträgen anderer Autoren. 528 p. 56 Bildtafeln, viele Zeichnungen. Ueberreuter Viena und Heidelberg.
- 1983 Klaubauf-Krampus-Nikolaus. Maskenbrauch in Tirol und Salzburg. 23 p. 60 Farbtafeln. Tusch-Varia, Viena.
- 1984 Tiroler Schützen. 23 p. 60 Farbtafeln. Tusch-Varia, Viena.
- 1989 Tiroler Tracht und Wehr. Schützenkompanien aus dem Blickwinkel der Vergleichenden Verhaltensforschung. 231 p. davon 112 Farbtafeln. Verlag Jugend & Volk, Viena y Múnich.
- 1990 Naturschutz an der Wende. 234 p. 16 Farbtafeln. Verlag Jugend & Volk, Viena y Múnich.
- 1991 Beim Menschen beginnen. Otto Koenig im Gespräch mit Kurt Mündl. 207 p. 16 Bildtafeln. Verlag Jugend & Volk, Viena y Múnich.

### Artículos en revistas
- 1937 Aus einem kleinen Paradies. Hain (Zeitschrift des Österreichischen Naturschutzbundes),  2, p. 18–20.
- 1937 Die Vogelwelt am Neusiedler See (Burgenland). Österreichische Wochen, N.º 48, p. 6.
- 1939 Porträt und Kunstlicht. Der Lichtbildner, Jg. 34, p. 329–336.
- 1939 Familienleben in Schilf und Rohr. Frau und Mutter. 2. Maiheft, p. 13.
- 1939 Rallen im Sumpf. Blätter für Naturkunde und Naturschutz, p. 172–175.
- 1939 Makrofotografie unter Wasser. Der Lichtbildner, Jg. 35. H. 6, p. 6,10.
- 1943 Rallen und Bartmeisen. Niederdonau – Natur und Kultur, H. 25, p. 5–63, Tafeln I-XIl.
- 1946 Ornithologische Nachkriegsbeobachtungen am Neusiedler See. Aquila, LI–LIV, p. 96–98.
- 1946 Verstandesleistungen bei Scheibenbarschen. Umwelt, Jg. 1, H. 1, p. 22.
- 1946 Biologische Station Wilhelminenberg – Gestaltung einer Idee. Die Bastei, Jg. 1, H. 10, p. 28 f.
- 1947 Anormales Verhalten bei Pterophyllen. Umwelt. Jg. 1, H. 2, p. 64 f.
- 1947 Die Psyche des Menschen. Umwelt, Jg. 1, H. 2, p. 87.
- 1947 Neue Wege in der Aquarientechnik. Umwelt. Jg. 1, H. 2, p. 88 f.
- 1947 Kleine Geschichten um ein Reh. Umwelt, Jg. 1, H. 3, p. 128 f.
- 1947 Grundsätzliches zu Tierfang, Tierhandel. Tierhaltung. Umwelt, Jg. 1, H. 3, p. 134 f.
- 1947 Biologie und Schule. Umwelt. Jg. 1, H. 3. p. 138 f.
- 1947 Urform und Entwicklung des menschlichen Imponiergehabens. Umwelt. Jg. 1, H. 4, p. 180 f.
- 1947 Imkerei und Naturschutz. Umwelt, Jg. 1, H. 4, p. 187.
- 1947 Aufzucht von Putenküken. Umwelt. Jg. 1, H. 4, p. 187.
- 1947 Vom Wesen der Vereine. Umwelt, Jg. 1, 1–1.4, p. 191.
- 1947 Das Verhalten der Bartmeise. Umwelt, Jg. 1, H. 5, p. 220.
- 1947 Vögel im Rohrwald. Umwelt, Jg. 1, H. 6, p. 256–258.
- 1947 Säugetiere am Neusiedler See. Umwelt. Jg. 1, H. 6, p. 262 f.
- 1947 Aufzucht von Vögeln in freier Wildbahn. Umwelt. Jg. 1, H. 6, p. 268.
- 1947 Bei uns und anderswo. Umwelt, Jg. 1, H. 6, p. 269.
- 1947 Brutpflege-Beobachtungen an Makropoden. Umwelt, Jg. 1, H. 7, p. 289.
- 1947 Einbürgerung ausländischer Säuger. Umwelt, Jg. 1, H. 10, p. 400 f.
- 1948 Umwelt und Verstand. Umwelt, Jg. 2, H. l, p. 4 f.
- 1948 Bewegungsweisen von Pantoffeltierchen in natürlicher Umwelt. (con  F. Haiderer, R. Kirchshofer, L. Koenig, K. Palat.) Umwelt, Jg. 2, H. 2, p. 1–4.
- 1948 Gestalt und Leistung. Umwelt, Jg. 2, H. 3, p. 12–14.
- 1948 Schema Artgenosse. Umwelt, Jg. 2, H. 3, p. 14 f.
- 1949 Über die Schädlichkeit der Reiherarten. Österreichs Weidwerk, H. 12, p. 113 f.
- 1949 Reiher. Frohes Schaffen XXIII, p. 204–214. Verlag Jugend & Volk, Viena.
- 1950 Zucht der Bartmeise in Gefangenschaft. Zoologische Informationen, N.º  2, p. 1.
- 1950 Beitrag zur Fortbewegung der Eidechsen. Zoologische Informationen, N.º  2, p. 2.
- 1950 Beobachtungen über die Bedeutung der Bankiva- Kükenzeichnung. Zoologische Informationen, N.º  3, p. 3 f.
- 1951 Das Aktionssystem der Bartmeise (Panurus biarmicus L.), parte 1. Österreichische Zoologische Zeitschrift, v. III, p. 1–82.
- 1951 Das Aktionssystem der Bartmeise (Panurus biarmicus L.), parte 2. Österreichische Zoologische Zeitschrift, v. III, p. 247–325.
- 1952 Ökologie und Verhalten der Vögel des Neusiedlersee-Schilfgürtels. Journal für Ornithologie, v. 93, p. 207–289.
- 1952 Erlebnis mit einer Zwergrohrdommel. Du (Schweizerische Monatsschrift), Jg. 12, H. 10, p. 21–27.
- 1953 Individualität und Persönlichkeitsbildung bei Reihern. Journal für Ornithologie, v. 94, p. 315–341.
- 1953 Die biologischen Grundlagen des Symbolbegriffes. Studium Generale, Jg. 6, p. 184–194.
- 1954 Tierkinderpsychologie – ein neuer Forschungszweig. Kontinente, Jg. 8, p. 16–21.
- 1956 Tierkinder und Kinderpsychologie. Du (Schweizerische Monatsschrift), Jg. 16, H. 4, p. 47–50.
- 1957 Neue Wärmestrahler für die Tierhaltung. Mitteilungen aus der Biologischen Station Wilhelminenberg, N.º  1, p. 1–8.
- 1957 Werden und Wesen des Menschen aus der Perspektive der Vergleichenden Verhaltensforschung. Mitteilungen der Anthropologischen Gesellschaft in Viena, v. 87, p. 87–90.
- 1957 Erfahrungen mit Korallenfischen. Die Aquarien- und Terrarien-Zeitschrift (DATZ), Jg. 10, p. 156–158.
- 1958 Beobachtungen am Textorweber. Die gefiederte Welt, Jg. 82, p. 101–103.
- 1958 Tiergärtnerei. Der Anblick, Jg. 13, p. 69 f.
- 1959 Ein Beitrag zur Fortpflanzungsbiologie von Dascyllus trimaculatus. Die Aquarien- und Terrarien-Zeitschrift (DATZ), Jg. 11, p. 107–111.
- 1959 Die Pflege von Kolibris und Nektarvögeln in Gefangenschaft. Die Gefiederte Welt, Jg. 14, p. 116–163.
- 1959 Die ökologische Einpassung der Schreitvögel des Neusiedler-Sees. Landschaft Neusiedler See, Wissenschaftliche Arbeiten aus dem Burgenland, H. 23, p. 181–184.
- 1959 Die Biologische Station Wilhelminenberg. Mitteilungen aus der Biologischen Station Wilhelminenberg, N.º 2, p. 3–40.
- 1959 Die Haltung von Riesenaktinien und Korallenfischen. Mitteilungen aus der Biologischen Station Wilhelminenberg, N.º 2, p. 60–67.
- 1959 Der Mensch zwischen Steinzeit und Heute. Mitteilungen aus der Biologischen Station Wilhelminenberg, N.º 2, p. 76–81.
- 1960 Beitrag zur Methodik der Ansiedlung und Einbürgerung verschiedener Tierarten. Der Anblick, H. 3/4, p. 4.
- 1960 Kreuzung zwischen Stockente (Anas platyrhynchos) und Kolbenente (Netta rufina). Wissenschaftliche Informationen, in: Die Pyramide, Jg. 8, p. 17.
- 1960 Geiß von Antilope cervicapra in einem Jahr zweimal trächtig. Wissenschaftliche Informationen, in: Die Pyramide, Jg. 8, p. 17.
- 1960 Verhaltensuntersuchungen an Anemonenfischen. Wissenschaftliche Informationen, in: Die Pyramide, Jg. 8, p. 52–56.
- 1960 Platzen von Blutkielen bei Kälte. Wissenschaftliche Informationen, in: Die Pyramide, Jg. 8., p. 56.
- 1960 Beobachtungen zum Nahrungserwerb des Nachtreihers (Nycticorax nycticorax). Wissenschaftliche Informationen, in: Die Pyramide, Jg. 8, p. 80.
- 1960 Zeichnungsänderung bei Glühkohlenfischen (Amphiprion ephippium). Wissenschaftliche Informationen, in: Die Pyramide, Jg. 8, p. 115.
- 1960 Neue Wege zur Erforschung der Reiherkolonien des Neusiedler Sees. Burgenländische Heimatblätter, Jg. 22, p. 15–22.
- 1961 Über Besiedlungsdichte und Nestfeinde in einem Zwergrohrdommel-Brutgebiet. Wissenschaftliche Informationen, in: Die Pyramide, Jg. 9, p. 23 f.
- 1961 Beringung von Reihern und Löfflern im Rohrwald. Wissenschaftliche Informationen, in: Die Pyramide, Jg. 9, p. 24–26.
- 1961 Reiherschutz. Wissenschaftliche Informationen, in: Die Pyramide, Jg. 9, p. 170.
- 1961 Flugkontrolle von Reiherkolonien. Wissenschaftliche Informationen, in: Die Pyramide, Jg. 9, p. 170–172.
- 1961 Probleme tierischer Verständigung. Schriften des Vereines zur Verbreitung naturwissenschaftlicher Kenntnisse in Viena, Vereinsjahr 1960/61, p. 149–173.
- 1962 Steinzeitjäger unterweg. Liewers-Post, p. 22–24.
- 1962 Über die langen Schwänze von Hahnschweifwidah und Paradieswitwe. Wissenschaftliche Informationen, in: Die Pyramide, Jg. 10, p. 23 f.
- 1962 Weiße Rauchschwalben. Wissenschaftliche Informationen, in: Die Pyramide, Jg. 10, p. 72.
- 1962 Die Gefangenschaftshaltung des Quetzals (Pharomacrus mocinno). Wissenschaftliche Informationen, in: Die Pyramide, Jg. 10, p. 74 f.
- 1962 Das „Spielen“ der Rüsselfische. Wissenschaftliche Informationen, in: Die Pyramide, Jg. 10, p. 75 f.
- 1962 Ungewöhnliches Nistmaterial. Wissenschaftliche Informationen, in: Die Pyramide, Jg. 10, p. 170.
- 1962 Brachschwalben am Neusiedler See. Wissenschaftliche Informationen, in: Die Pyramide, Jg. 10, p. 170 f.
- 1962 Der Schrillapparat der Paradieswitwe Steganura paradisaea. Journal für Ornithologie, v.  103, p. 86–91.
- 1964 Die Biologische Station Rust. Mitteilungen aus der Biologischen Station Wilhelminenberg, in: Natur und Land, H. 3, p. 1 f.
- 1964 Einige Beobachtungen an zahmem Auerwild. Mitteilungen aus der Biologische Station Wilhelminenberg, in: Natur und Land, H. 4, p. 80 f.
- 1964 Drei Purpurreiher an einem Horst. Mitteilungen aus der Biologischen Station Wilhelminenberg, in: Natur und Land, H. 4, p. 87 f.
- 1964 Naturpark Breitenbrunn. Mitteilungen aus der Biologischen Station Wilhelminenberg, in: Natur und Land, H. 6, p. 137–140.
- 1964 Zwiespalt zwischen Tier- und Naturschutz? Das Tier, Jg. 4, H. 10, p. 3.
- 1967 „Böse Räuber“ unter den Tieren. Das Tier, Jg. 7, H. 6, p. 3.
- 1967 Klaubaufforschung und Klaubauferleben. Osttiroler Bote, Jg. 29, H. 5!, p. 41–43.
- 1968 Biologie der Uniform. Naturwissenschaft und Medizin (N+M), Jg. 5, p. 2–19, p. 40–50.
- 1969 Großtrappen in Niederösterreich. (con  L. Lukschanderl.) Kulturberichte, Aprilheft, p. 1–8.
- 1970 Das Gemeinschaftsarchiv für Filme aus der Verhaltensforschung. In: Gemeinschaftsarchiv für Filme aus der Verhaltensforschung, N.º 1, p. 2–6.
- 1970 Triebstauung auf der Autobahn. Deutsche Zeitung/Christ und Welt, N.º 33, p. 9.
- 1972 Die Auseinandersetzung zwischen Eltern und Kindern. Das Tier, Jg. 12, H. 2, p. 20–27.
- 1972 Die Erde ist nur eine Leihgabe. Das Tier, Jg. 12, H. 3, p. 3.
- 1972 Augzeichnungen schützen vor Angriffen und vor dem „bösen Blick“. Das Tier, Jg. 12, H. 4, p. 17–20.
- 1976 Mensch, Tier und Pflanze. Natur und Land, Jg. 62, H. 4, p. 93 f.
- 1977 Kolibrihaltung. Die Gefiederte Welt, Jg. 101, H. 10, p. 181–184.
- 1982 Kumulationseffekte im Kulturbereich. Pädagogische Rundschau (St. Augustin), p. 359–366.
- 1982 „Darum bin ich für die Schützen ...“. Tiroler Bauernzeitung, N.º 7, p. 5.
- 1983 Steinzeitverhalten und industrielle Gesellschaft. 33 Volt (Österreichisches Magazin für Elektronik und Elektrotechnik), Heft Jänner/Februar, p. 30 f.
- 1983 Haltung des Siedelwebers (Philetairus socius). Die Gefiederte Welt, Jg. 107, p. 92–94.
- 1983 Strategien zum Überleben. Tiroler Bauernzeitung N.º 34, p. 4.
- 1983 Viel Feind, viel Ehr. Tiroler Schützenzeitung, Jg. 7, N.º 1, p. 1 f.
- 1983 Vorwärts zum Jahr 1920. Politicum (Josef Krainer Haus Schriften), Jg. 4, Märzheft, p. 30.
- 1984 Wesen und Wert der Heimat. Tiroler Schützenzeitung, Festausgabe 1984, p. 39.
- 1989 Uniform. Sams-Informationen, Bulletin des Schweizerischen Arbeitskreises Militär- und Sozialwissenschaften, 13. Jg., H. 1, p. 11–16.
- 1990 Das Osterei aus der Sicht der Kulturethologie. ORF-Nachlese, H. 4, p. 10–13.
- 1990 Die ökologische Funktion der Reiher und Kormorane in Österreich. Öko-Text, H. 1, p. 19–31. Österreichische Gesellschaft für Natur- und Umweltschutz.
- 1990 Jagd und Ökologie. Österreichs Weidwerk, H. 8., 8.33.
- 1991 Wintersonne – Der Einfluß der Sonnenwende auf das menschliche und tierische Verhalten. ORF-Nachlese, H. 1, p. 11–15.
- 1991 Mensch und Computer. Solutions H. 2, p. 8–10.
- 1992 Tier und Mensch. Politikum, Josef Kramer Haus Schriften, H. 53, p. 40 f.

### Weitere Beiträge und Schriften
- 1949 Abenteuer im Rohrwald. In: Der Neusiedlersee, ein Kleinod Österreichs. Verlag Karl Kühne, Viena und Leipzig, p. 255–258.
- 1959 Angeborene Verhaltensweisen und Werbung. Bericht 6. Werbewirtschaftliche Tagung in Viena, p. 94–100.
- 1961 Die Vogelwelt des Neusiedler Sees. In: R. Hansham, Burgenland, Grenzland im Herzen Europas, Verlag R. H. Hammer, Viena, p. 37–45.
- 1961 Hinweise zur Schildkrötenpflege. Merkblatt der Biologischen Station Wilhelminenberg, 4 p.
- 1961 Reiher sind nützlich. Merkblatt der Biologischen Station Wilhelminenberg, 2 p.
- 1969 Verhaltensforschung und Kultur. In: Günter Altner ((ed.) Kreatur Mensch, Moos Verlag, Gräfelfing, p. 57–84.
- 1972 Der Film als wissenschaftliches Publikationsmittel. In: Wissenschaftlicher Film in Forschung und Lehre, 1962–1972. Festschrift der Bundesstaatlichen Hauptstelle für Wissenschaftliche Kinematographie, Viena, p. 67–69.
- 1972 Grundzüge der wissenschaftlichen Arbeiten des Institutes für Vergleichende Verhaltensforschung der Österreichischen Akademie der Wissenschaften. In: 15 Jahre Gesellschaft der Freunde der Biologischen Station Wilhelminenberg, 1957–1972. Gesamtgestaltung der Broschüre und Text p. 14–37, p. 46 f.
- 1973 Bevölkerungswachstum und seine Folgen. In: Neue Ziele für das Wachstum, Piper, München, p. 51–63
- 1974 Blickfang Auge. In: Werbepolitik, Verlag H. Böhlaus Nachf., Viena, Colonia, Graz, p. 89–103.
- 1974 Das Tier in der Erholungslandschaft. Broschüre „IFPRA-IFLA“ – Kongress, p. 42–44.
- 1976 Die Kleidung aus kulturethologischer Sicht. Ausstellungskatalog 200 Jahre Mode in Viena, p. 31–42.
- 1976 Angeborenes im Dienste der Werbung. Bericht 23. Werbewirtschaftlichen Tagung in Viena, p. 161–164.
- 1978 Grundzüge des Arbeitssystems der Abteilung I., Allgemeine Verhaltensforschung und Kulturethologie. Heft der Forschungsgemeinschaft Wilhelminenberg, Viena. 12 p.
- 1978 Die pädagogische Bedeutung von Spielzeugtieren in der Gegenwartssituation. Heft der Forschungsgemeinschaft Wilhelminenberg, Viena. 4 p.
- 1978 Lebende Tiere für Kinder. Heft der Forschungsgemeinschaft Wilhelminenberg, Viena. 8 p.
- 1978 Das Auge als biologische Wurzel kultureller Phänomene. In: Die Psychologie des 20. Jahrhunderts, v. VI: Lorenz und die Folgen. Kindler, Zürich, p. 495–504.
- 1978 Haltung, Zucht und Ansiedlung von Auerwild (Tetrao urogallus). Heft der Forschungsgemeinschaft Wilhelminenberg, Viena. 25 p.
- 1978 Über Ursprung und Entwicklung der menschlichen Kleidung. Heft der Forschungsgemeinschaft Wilhelminenberg, Viena. 17 p.
- 1978 Konrad Lorenz 75 Jahre. Natur und Land, H. 6, p. 211–213.
- 1978 Uniform als Beispiel kultureller Evolution. In: I. T. Schick, W. v. Halem, Das Bildlexikon der Uniformen von 1700 bis zur Gegenwart. Südwest-Verlag, München, p. 8–12.
- 1978 Schlechtes Wohnen schafft Neurosen. In der Broschüre Besser wohnen, besser leben, p. 14 f.
- 1979 Bedeutung und Methodik der Ansiedlung von Bibern. (con  U. Kreb) Heft der Forschungsgemeinschaft Wilhelminenberg, Viena, 14 p.
- 1979 Die Großtrappe (Otis tarda L.). Gegenwartsprobleme und Rettungsmöglichkeiten. Heft der Forschungsgemeinschaft Wilhelminenberg Viena, 18 p.
- 1979 Ethologie als Beitrag zu den Sozialwissenschaften. In: Gesellschaftspolitik mit oder ohne Weltanschauung? Internationale Stiftung Humanum, Scientia Humana Institut, Bonn, p. 56–73.
- 1979 33 Jahre Wilhelminenberg – Von den Reiherkolonien des Neusiedler Sees zur Kulturethologie. (con  dem Mitarbeiterkreis.) Katalog zur Ausstellung (27 de marzo a 1 de mayo de 1979) in der Wiener Secession. 229 p.
- 1980 Klaubaufgehen. Ein Maskenbrauch in Osttirol und der Gastein. Broschüre des Hamburgischen Museums für Völkerkunde, Hamburgo. 89 p.
- 1980 Lebensraum Neusiedler See. Text zur Wanderkarte 271, 1:50, Neusiedlersee – Rust – Seewinkel, Viena.
- 1981 Kulturethologische Betrachtung des Klaubaufgehens. In: Matreier Gespräche. Maske – Mode – Kleingruppe. Verlag Jugend & Volk, Viena y Múnich, p. 45–58.
- 1981 Schützt gefährdete Tiere! Merkblatt zum österreichischen Sonderpostmarkensatz Großtrappe, Biber. Auerhahn. 3 p.
- 1981 Ethologische Grundlagen der Tieransiedlung. Tagung „Wiedereinbürgerung gefährdeter Tierarten“, Augsburg 7.–9. Dezember 1981. ANL Tagungsbericht 12/81, p. 75–78.
- 1981 Zur Entstehung der Matreier Gespräche. In: Matreier Gespräche. Maske – Mode – Kleingruppe. Beiträge zur interdisziplinären Kulturforschung. Verlag Jugend & Volk, Viena, p. 5 f.
- 1981 Kalender „Lebensraum aus zweiter Hand“ 1982. 13 Textseiten und 13 Farbbilder. Ennskraftwerke.
- 1981 Suchen und Finden. In: Für Klaus Piper zum 70. Geburtstag. Piper, Múnich y Zúrich, p. 193–195.
- 1982 Memorandum zur Eröffnung der Abteilung Leopoldsdorf des Instituts für angewandte Öko-Ethologie. Eröffnungsmerkblatt (9. September 1982), p. 1 f.
- 1982 Wissenschaftliche Hintergründe des Instituts für angewandte Öko-Ethologie. Eröffnungsbroschüre Staning (29 de abril de 1982), p. 6–22.
- 1982 Kalender „Lebensraum aus zweiter Hand“ 1983. 13 Textseiten und 12 Farbbilder. Verbundgesellschaft.
- 1983 Quellenarchiv im Institut für den Wissenschaftlichen Film, Göttingen. Heft der Forschungsgemeinschaft Wilhelminenberg, Viena. 4 p.
- 1983 Fischfang mit Vögeln am Dojransee. In: Fischerei einst und jetzt. Katalog der Landesausstellung (15 de abril a 13 de noviembre de 1983), Schloss Orth an der Donau, p. 67–72.
- 1983 Kulturelle Bedeutung von Lernen und Lehren. In: Schulgeschichte im Zusammenhang der Kulturentwicklung, ed. L. Kriss-Rettenbeck und M. Liedtke, Verlag Julius Klinkhardt, Bad Heilbrunn/Obb. p. 33–39.
- 1983 Kalender „Lebensraum aus zweiter Hand“ 1984. 13 Textseiten und 12 Farbbilder. Verbundgesellschaft.
- 1984 Beziehungen zwischen Tracht und Uniform. In: Tracht in Österreich, ed. Lipp, Längle, Tostmann, Hubmann. Verlag Christian Brandstätter, Viena, p. 200–208.
- 1984 Jugendbewegung und Schule. In: Schule des 19. und 20. Jahrhunderts in Mitteleuropa. Vergleichende Studien zur Schulgeschichte, Jugendbewegung und Reformpädagogik im süddeutschen Sprachraum. Verlag Julius Klinkhardt, Bad Heilbrunn/Obb., p. 206–222.
- 1984 Aus Otto Koenigs Schulheften, Skizzenbüchern und Schriften. Zeichnungen und Aufsätze zwischen 1920 und 1984. In: Matreier Gespräche. Otto Koenig 70 Jahre. Ueberreuter, Viena, p. 7–70.
- 1985 Heimtierpflege im Dienst von Erziehung und Bildung. Umwelt N.º 1, Schriftenreihe für Ökologie und Ethologie. Viena.
- 1985 Gespräche mit Otto Koenig (Franz Kreuzer). In: Franz Kreuzer, Tiergötter – Götzentiere. Franz Deuticke Verlagsgesellschaft, Viena, p. 84–112.
- 1985 Die Revitalisierung von Stauräumen. In: Stauräume – Lebensräume. Symposiumbericht der Arbeitsgemeinschaft Wasserkraft in Bayern, p. 18–27.
- 1985 Wissenschaftliche Beratung in allen Umweltfragen. Grünbuch der E-Wirtschaft, p. 20–23.
- 1986 Grundriß eines Aktionssystems des Menschen. Umwelt N.º 7, Schriftenreihe für Ökologie und Ethologie. Viena.
- 1986 Das Problem lernabhängiger Methodenverbesserung aus ethologischer Sicht. In: Erziehungs- und Unterrichtsmethoden im historischen Wandel. ed. M. Liedtke und L. Kriss-Rettenbeck. Verlag Julius Klinkhardt, Bad Heilbrunn/Obb., p. 20–26.
- 1986 Vorwort zur Broschüre 125 Jahre „Verein der Vogelfreunde Ebensee“, p. 1.
- 1987 Ethologische und kulturethologische Grundlagen ästhetischer Wertungsmuster. In: Vom Kritzeln zur Kunst. ed. J. G. Prinz v. Hohenzollern und M. Liedtke. Verlag Julius Klinkhardt, Bad Heilbrunn/Obb., p. 27–41.
- 1988 Das Problem der Trennung zwischen den sogenannten Geistes- und Naturwissenschaften. In: Naturwissenschaftlicher Unterricht und Wissenskumulation. ed. J. G. Prinz v. Hohenzollern u. M. Liedtke. Verlag Julius Klinkhardt, Bad Heilbrunn/Obb., p. 189–192.
- 1988 Bewußtsein und Verhalten. Der Beitrag der Verhaltensforschung zum modernen Weltbild. In: Handbuch zur Deutschen Nation, v. 3. ed. B. Willms. Hohenrain-Verlag, Tübingen, Zürich, París, p. 45–66.
- 1988 Über Konrad Lorenz. In: Der Kreis um Konrad Lorenz, ed. W. M. Schleidt. Verlag Paul Parey, Berlín y Hamburgo, p. 79–82.
- 1988 Zur Naturgeschichte der Frösche und Kröten. In: W. Hirschberg, Frosch und Kröte in Mythos und Brauch. Böhlau-Verlag, Viena, Colonia, Graz, p. 331–357.
- 1988 Über den Werdegang einer Wissenschaft. In: Oskar Heinroth, Konrad Lorenz, Wozu aber hat das Vieh diesen Schnabel?, ed. Otto Koenig. Serie Piper, Múnich y Zúrich, p. 7–25.
- 1989 Die anthropologische Funktion des Lehrens. In: Schreiber, Magister, Lehrer. ed. J. G. Prinz v. Hohenzollern und M. Liedtke. Bad Heilbrunn/Obb., p. 25–29.
- 1989 Problemkreis Schulgarten. In: Ökologie und Schule. ed. M. Liedtke u. M. Schreiner. Universität Erlangen-Nürnberg, p. 211–215.
- 1989 Die Matreier Gespräche für interdisziplinäre Kulturforschung. In: Matreier Gespräche. Walter Hirschberg 85 Jahre. Sammelband. Jugend & Volk, Viena y Múnich, p. 27 f.
- 1990 Institut für angewandte Öko-Ethologie, Verein für Ökologie und Umweltforschung. Umwelt N.º 13, Schriftenreihe für Ökologie und Ethologie, Viena. 31 p.
- 1990 Einführung zu Oskar Heinroth, Beiträge zur Biologie, namentlich Ethologie und Psychologie der Anatiden. (Reproduktion der Originalarbeit.) Umwelt N.º 16, Schriftenreihe für Ökologie und Ethologie, Viena, p. 5–7.
- 1992 Betrachtungen zur Aggression am Beispiel Kampffisch. In: Matreier Gespräche. Krieg – Friede – Konflikt (Sammelband zum 60. Geburtstag von Prof. Dr. Max Liedtke). ed. Otto Koenig. 200 p. mit Zeichnungen und Fotos. Ueberreuter, Viena, p. 101–111. Ebenda: Zur Entstehung des Bandes, p. 9 f.

### Vorträge
- 1972 Menschheit in Gefahr. Festvortrag Landestagung Bamberg des „Bund Naturschutz Bayern“. Blätter für Natur und Umweltschutz, Jg. 52, Juliheft, p. 60–64.
- 1973 Das Kind in der Großstadt. Vortrag anläßlich des Symposiums des Wiener Jugendhilfswerks vom 12 de abril.
- 1974 Umwelt und Verhalten. Vortrag anlässlich der 16. Mainauer Gespräche vom 24 de abril de 1974. Tagungsbericht, p. 2–11.
- 1980 Mensch und Zivilisation. Vortrag beim Symposion „Fremdenverkehr zwischen Technik und Umweltschutz“. In: Bericht Ziviltechnikertage Schladming 21./22 de marzo de 1980, p. 46–53.
- 1982 Farbe als Symbol weltlicher und kirchlicher Herrschaft. Vortrag Rias-Funkuniversität. In: Die Farbe, v. 30, p. 13–30. Abdruck in: Farbe – Material, Zeichen, Symbol, p. 52–68. Schriftenreihe Forschung und Information. Colloquium-Verlag, Berlín.
- 1982 Ökologie und Kultur. Festrede zur Bundestagung 1982 anläßlich der Verleihung der Bodo- Manstein- Medaille. Broschüre des „Bund für Umwelt und Naturschutz Deutschland“, p. 31–36.
- 1983 Arbeitsteilung. Vortrag beim 1. Kolloquium der Schweizerischen Geisteswissenschaftlichen Gesellschaft 1976. In: Menschliches Verhalten, ed. B. Sitter, p. 29–35. Universitätsverlag Freiburg, Schweiz.
- 1983 Tracht. Vortrag beim 1. Kolloquium der Schweizerischen Geisteswissenschaftlichen Gesellschaft 1976. In: Menschliches Verhalten, ed. B. Sitter, p. 123–135. Universitätsverlag, Freiburg, Schweiz.

### Folletos de películas
Todos los suplementos fílmicos: Instituto de Películas Científicas, Gotinga.
- 1961 Phacochoerus aethiopicus africanus (Suidae), Spiel der Jungtiere. E 202/1959.
- 1961 Testudo graeca (Testudinidae), Paarungsaufforderung (selección de objetos anormales). E 203/1959.
- 1961 Crossoptilon auritum (Phasianidae), Futterzeigen (padres con polluelos). E 286/1958.
- 1961 Caretta caretta (Cheloniidae), Nahrungsaufnahme bei Jungtieren. E 287/1960.
- 1961 Elephantulus rozeti (Macroscelidae), Rüsselbewegungen. E 288/1959.
- 1962 Amphiprion xanthurus (Pomacentridae), Reviereroberung. E 294/1959.
- 1962 Amphiprion percula (Pomacentridae), Verhalten zur Riesenaktinie III. E 293/1959.
- 1962 Amphiprion xanthurus (Pomacentridae), Verhalten zur Riesenaktinie I. E 295/1959.
- 1962 Amphiprion ephippium (Pomacentridae), Verhalten zur Riesenaktinie 1. E 291/1959.
- 1966 Ixobrychus minutus (Ardeidae), Brüten und Hudern. E 276/1962.
- 1966 Ixobrychus minutus (Ardeidae), Raumorientierung beim Beuteerwerb. E 278/1962.
- 1966 Premnas biaculaetus (Pomacentridae), Verhalten zur Riesenaktinie I. E 290/1959.
- 1970 Otis tarda (Otididae), Jugendentwicklung (con  L. Lukschanderl.) E 289/1960.
- 1970 Otis tarda (Otididae), Schlüpfen (con  L. Lukschanderl.) E 313/1960.
- 1970 Otis tarda (Otididae), Verhalten im strengen Winter (con  L. Lukschanderl.) E 957/1966.
- 1972 Gnathonemus petersi (Mormyridae), Rüsselbewegungen bei der Nahrungssuche (con A. Schmied). E 617/1964.
- 1972 Netta rufina (Anatidae), Fütterung im Paarverhalten. E 605/1964.
- 1978 Mitteleuropa, Tirol – Maskenschnitzen in einer Großfamilie (estudios de comportamiento). E 1452.
- 1978 Mitteleuropa, Tirol – Riesenmasken beim Klaubaufgehen (estudios de comportamiento). E 1453.
- 1978 Mitteleuropa, Tirol – Kinder beim Klaubaufgehen (estudios de comportamiento). E 1454.
- 1979 Mitteleuropa, Tirol — Klaubaufgehen in Prägraten (estudios de comportamiento). E 1456.
- 1979 Mitteleuropa, Tirol – Klaubaufgehen in Virgen (estudios de comportamiento). E 1455.
- 1980 Mitteleuropa, Niedersachsen – Verwendung von Schlittenhunden im Watt bei Wremen (con  E. Lokaj). E 2515.
- 1980 Jynx torquilla (Picidae) – Abwehrverhalten. E 2546.
- 1980 Mitteleuropa, Oberösterreich – Verwendung von Hunden beim Holztransport mit Schlitten in Aigen-Schlägl (con  E. Lokaj.) E 2623.
- 1982 Dromaius novaehollandiae (Dromaiidae), Baden. E 2579.
- 1982 Casuarius casuarius (Casuariidae), Baden. E 2644.